# Межрасовая порнография
Межрасовая порнография (англ. interracial pornography) — вид порнографии, в которой участвуют представители различных рас (в первую очередь — белые и чернокожие). Первым порнофильмом, показывающим межрасовый секс, стал фильм «За зелёной дверью» (1972), в котором были показаны половые отношения между белой актрисой Мэрилин Чэмберс и чернокожим актёром Джонни Кейсом.
Межрасовая порнография часто эксплуатирует расистские и сексистские стереотипы и чаще использует элементы насилия, чем порнография с участием лиц одной и той же расы.

## Известные фильмы
- За зелёной дверью
- Порнохолокост[5]
- Who’s Nailin’ Paylin?

## Премии
- Urban X Award